# USE Basket Femminile Empoli 2021-2022
Questa voce raccoglie le informazioni riguardanti la USE Basket Femminile Empoli nelle competizioni ufficiali della stagione 2021-2022.

## Stagione
La stagione 2021-2022 della USE Basket Femminile Empoli, sponsorizzata Scotti, è stata la quarta che ha disputato in Serie A1 femminile.

## Verdetti stagionali
- Serie A1: (26 partite)

stagione regolare: 14º posto su 14 squadre (3-23).

## Organigramma societario
Area dirigenziale
- Presidente: Piero Benassai
- Direttore sportivo: Luca Sesoldi

Staff tecnico
- Allenatore: Alessio Cioni
- Assistente Allenatore: Mario Ferradini, Salvatore Cesaro
- Preparatore atletico: Diego Alpi
- Fisioterapista: Silvia Cinquemani
- Medico sociale: Paolo Miccinesi

## Roster
| USE Scotti Rosa Empoli | USE Scotti Rosa Empoli |
| Giocatrici             | Staff tecnico          |
| ---------------------- | ---------------------- |

| 2  | Stati Uniti (bandiera)                  | G  | Aliyah Mia Jeune        | 1997 | 185 cm |  |  |
| 5  | Italia (bandiera)                       | G  | Irene Ruffini           | 2003 | 175 cm |  |  |
| 6  | Bulgaria (bandiera)                     | GA | Katrin Stoičkova        | 1999 | 177 cm |  |  |
| 8  | Italia (bandiera)                       | G  | Alice Lucchesini        | 1996 | 175 cm |  |  |
| 10 | Italia (bandiera)                       | P  | Sara Casini             | 2006 | 160 cm |  |  |
| 11 | Italia (bandiera)                       | P  | Valentina Baldelli      | 1989 | 171 cm |  |  |
| 12 | Stati Uniti (bandiera)                  | C  | Zada Williams           | 1996 | 188 cm |  |  |
| 14 | Italia (bandiera)                       | G  | Ashley Ravelli          | 1993 | 176 cm |  |  |
| 15 | Italia (bandiera)                       | AC | Laura Manetti           | 1999 | 181 cm |  |  |
| 18 | Lituania (bandiera) · Italia (bandiera) | AC | Gabrielė Narvičiūtė (C) | 1990 | 190 cm |  |  |
| 19 | Italia (bandiera)                       | G  | Francesca Antonini      | 2005 | 177 cm |  |  |
| 20 | Italia (bandiera)                       | P  | Emma Aramini            | 2002 | 160 cm |  |  |
| 22 | Polonia (bandiera)                      | AC | Amalia Rembiszewska     | 1996 | 191 cm |  |  |
| 41 | Italia (bandiera)                       | G  | Sara Bocchetti          | 1993 | 175 cm |  |  |

| Allenatore                                                                                      |
| - Alessio Cioni                                                                                 |
| Assistente/i                                                                                    |
| - Mario Ferradini - Salvatore Cesaro Legenda - (C) Capitano Roster Aggiornato al: 7 aprile 2022 |

## Statistiche

### Statistiche di squadra
| Competizione | Punti | In casa | In casa | In casa | In casa | In casa | In trasferta | In trasferta | In trasferta | In trasferta | In trasferta | Totale | Totale | Totale | Totale | Totale | Totale |
| Competizione | Punti | G       | V       | P       | Ptf     | Pts     | G            | V            | P            | Ptf          | Pts          | G      | V      | P      | Ptf    | Pts    | Diff.  |
| ------------ | ----- | ------- | ------- | ------- | ------- | ------- | ------------ | ------------ | ------------ | ------------ | ------------ | ------ | ------ | ------ | ------ | ------ | ------ |
| Serie A1     | 6     | 13      | 2       | 11      | 774     | 929     | 13           | 1            | 12           | 798          | 984          | 26     | 3      | 23     | 1572   | 1913   | -341   |

### Statistiche delle giocatrici
| Giocatrice          | Partite | Partite | Min. | Pun | Tiri da 2 | Tiri da 2 | Tiri da 2 | Tiri da 3 | Tiri da 3 | Tiri da 3 | Tiri Liberi | Tiri Liberi | Tiri Liberi | Rimbalzi | Rimbalzi | Rimbalzi | Palle | Palle | Stopp. | Stopp. | Ass | Falli | Falli | Val. |
| Giocatrice          | Pr      | PG      | Min. | Pun | R         | T         | %         | R         | T         | %         | R           | T           | %           | D        | O        | T        | P     | R     | S      | D      | Ass | F     | S     | Val. |
| ------------------- | ------- | ------- | ---- | --- | --------- | --------- | --------- | --------- | --------- | --------- | ----------- | ----------- | ----------- | -------- | -------- | -------- | ----- | ----- | ------ | ------ | --- | ----- | ----- | ---- |
| Francesca Antonini  | 18      | 8       | 43   | 5   | 1         | 2         | 50        | 1         | 2         | 50        |             |             |             | 1        |          | 1        | 2     | 1     | 1      |        | 2   | 5     |       | -1   |
| Emma Aramini        | 11      | 5       | 17   | 2   | 1         | 1         | 100       | 0         | 2         | 0         |             |             |             | 3        |          | 3        |       | 1     |        |        | 1   | 3     | 2     | 4    |
| Valentina Baldelli  | 23      | 22      | 631  | 153 | 31        | 84        | 37        | 24        | 86        | 28        | 19          | 25          | 76          | 51       | 8        | 59       | 56    | 22    | 5      | 1      | 72  | 55    | 62    | 132  |
| Sara Bocchetti      | 23      | 22      | 665  | 289 | 50        | 115       | 43        | 48        | 151       | 32        | 45          | 56          | 80          | 53       | 13       | 66       | 70    | 25    | 6      |        | 45  | 58    | 72    | 184  |
| Sara Casini         | 5       | 4       | 11   | 3   | 1         | 1         | 100       | 0         | 2         | 0         | 1           | 1           | 100         |          |          |          | 1     |       |        |        | 2   | 1     | 1     | 2    |
| Aliyah Mia Jeune    | 17      | 17      | 379  | 194 | 30        | 71        | 42        | 39        | 122       | 32        | 17          | 26          | 65          | 52       | 22       | 74       | 54    | 22    | 3      | 3      | 29  | 43    | 31    | 120  |
| Alice Lucchesini    | 13      | 6       | 34   | 0   | 0         | 4         | 0         | 0         | 5         | 0         |             |             |             |          |          |          | 1     | 1     |        |        | 1   | 4     | 1     | -11  |
| Laura Manetti       | 24      | 21      | 185  | 34  | 12        | 27        | 44        | 1         | 4         | 25        | 7           | 7           | 100         | 19       | 10       | 29       | 12    | 9     | 1      | 4      | 9   | 24    | 6     | 36   |
| Gabrielė Narvičiūtė | 24      | 24      | 438  | 94  | 28        | 61        | 46        | 3         | 14        | 21        | 29          | 37          | 78          | 78       | 26       | 104      | 33    | 19    | 1      | 10     | 14  | 37    | 36    | 154  |
| Ashley Ravelli      | 17      | 17      | 509  | 97  | 15        | 49        | 31        | 21        | 79        | 27        | 4           | 4           | 100         | 33       | 4        | 37       | 30    | 13    | 1      | 1      | 29  | 40    | 16    | 30   |
| Amalia Rembiszewska | 25      | 25      | 710  | 264 | 68        | 147       | 46        | 30        | 113       | 27        | 38          | 49          | 78          | 122      | 26       | 148      | 45    | 20    | 6      | 23     | 25  | 77    | 57    | 236  |
| Irene Ruffini       | 25      | 24      | 297  | 39  | 12        | 23        | 52        | 4         | 20        | 20        | 3           | 8           | 38          | 25       | 8        | 33       | 21    | 10    | 1      |        | 18  | 27    | 16    | 35   |
| Katrin Stoičkova    | 24      | 24      | 432  | 118 | 35        | 102       | 34        | 12        | 47        | 26        | 12          | 20          | 60          | 37       | 16       | 53       | 35    | 22    | 6      | 7      | 20  | 59    | 25    | 35   |
| Zada Williams       | 25      | 24      | 647  | 221 | 96        | 198       | 48        | 1         | 3         | 33        | 26          | 46          | 57          | 138      | 63       | 201      | 56    | 27    | 2      | 3      | 21  | 49    | 60    | 302  |